# Gran Maestro (Marvel Comics)
Il Gran Maestro (Grandmaster), il cui vero nome è En Dwi Gast, è un personaggio immaginario dei fumetti creato da Roy Thomas (testi) e Sal Buscema (disegni) pubblicato dalla Marvel Comics. La sua prima apparizione avviene in Avengers (Vol. 1) n. 69 (ottobre 1969).
Potente alieno membro degli Antichi dell'Universo, il Gran Maestro è ossessionato da tutti i giochi di abilità e di fortuna concepiti nel corso della storia da ogni forma di civiltà ed utilizza di frequente supereroi e supercriminali come pedine nelle proprie partite.

## Biografia del personaggio
Nato in una delle prime forme di civiltà sviluppatesi in seguito al Big Bang, dopo la distruzione del suo pianeta En Dwi Gast rimane l'unico superstite della sua specie e si unisce ad un gruppo di creature andate incontro allo stesso destino ed autobattezzatesi "Antichi dell'Universo" decidendo di passare il resto della sua esistenza dedicandosi alla ricerca di nuove forme di divertimento tramite la pratica dei giochi più vari. Divenuto noto come il "Gran Maestro" per aver studiato milioni di mondi e le molte forme di giochi svoltivisi padroneggiandoli con tanta maestria da far sì che nessun altro giocatore possa essergli pari, tramite il suo grande potere, nel corso dei millenni, l'essere ha organizzato tornei con partecipanti volontari ed obbligati, mettendo in palio i premi più ambiti dell'Universo e mantenendo sempre la parola nei rari casi di sconfitta.
Dopo aver visitato Terra-712, il Gran Maestro decide di formare una sua versione dello Squadrone Supremo su Terra-616, lo Squadrone Sinistro, sfidando Kang il Conquistatore ad eleggere una squadra in sua rappresentanza con la promessa che, se avessero sconfitto i suoi campioni, egli avrebbe resuscitato la sua amata Ravonna. Kang sceglie in sua rappresentanza i Vendicatori che, tuttavia, vincono solo grazie all'intervento dell'ufficialmente non affiliato Cavaliere Nero, portando il Gran Maestro a invalidare tale risultato. Successivamente usa i Difensori come pedine in una partita contro il Primo Giocatore e compete con la Morte in un gioco di strategia che gli consente di riportare in vita il Collezionista.
Tempo dopo il Gran Maestro sfida nuovamente la Morte coinvolgendo i Vendicatori, i Vendicatori della Costa Ovest e la Legione dei non-vivi; nonostante venga sconfitto grazie ad uno stratagemma di Occhio di Falco riesce comunque ad ottenenere la vita eterna per sé e tutti gli altri Antichi dell'Universo in quanto pur di allontanarlo la Morte è costretta a bandirlo permanentemente dal suo regno.
Assieme ad altri dieci Antichi, il Gran Maestro cospira per assassinare Galactus e riplasmare l'Universo ma, dopo aver affrontato Silver Surfer, viene ingerito dal "Divoratore di Mondi" assieme a quattro dei suoi confratelli provocandogli una "indigestione cosmica" che mette a rischio gli equilibri universali portando dunque Lord Caos e Padron Ordine a estrarli tutti e cinque dall'essere.
In The Thanos Quest, Thanos sfida il Granmaestro per il possesso della Gemma della Mente. I due personaggi si combattono in un pericoloso gioco di realtà virtuale. All'inizio sembra che il Granmaestro abbia vinto la partita, ma il Thanos sconfitto si rivela essere soltanto una copia robotica: il vero Thanos ha nel frattempo preso la Gemma, indisturbato.
Il Gran Maestro assiste successivamente alla Maratona Galattica scommettendo sul suo confratello Gilpetperdon (il Corridore), che tuttavia perde, ed orchestra gli eventi che portano i Vendicatori ad affrontare la JLA. Non molto tempo dopo istituisce una nuova formazione dello Squadrone Sinistro e se ne serve per affrontare i Thunderbolts del Barone Zemo, dopodiché sfida Hulk e i Difensori a sconfiggere gli Aggressori (Rulk, il Barone Mordo, Terrax e lo Squalo Tigre) promettendogli che, in caso di vittoria da parte della sua squadra, avrebbe resuscitato Jarella; la partita viene però invalidata nel momento in cui Rulk sembra uccidere il Gran Maestro che tuttavia fa poco dopo ritorno tentando, senza successo, di conquistare la supereroina Dazzler, verso cui ha sviluppato una forte attrazione.
In seguito alla distruzione e rinascita del multiverso il Gran Maestro e il Collezionista danno luogo ad una nuova edizione della Sfida dei Campioni su quanto rimasto di Battleworld.

## Poteri e abilità
Il Gran Maestro, come tutti gli Antichi dell'Universo, trae energia da una forza generatasi subito dopo il Big Bang e nota come "Potere Primordiale" (Power Primordial) che lo rende immune da invecchiamento, malattie o tossine, capace di sopravvivere nello spazio cosmico senza bisogno di respirare, bere, mangiare o dormire, in grado di emettere e manipolare energia cosmica, trasformare o rimodellare la materia, levitare e teleportarsi nello spazio, nel tempo o tra le dimensioni. Nonostante i suoi poteri non siano nemmeno lontanamente paragonabili a quelli di Galactus o dell'Intermediario, il Gran Maestro è uno degli Antichi più potenti, essendo capace di uccidere qualcuno semplicemente desiderandone la morte e di resuscitare i morti a patto che questi siano deceduti da un giorno al massimo e che non siano esseri immortali come lui.
Le sue funzioni cerebrali sono largamente superumane, tanto che può calcolare diverse probabilità, raccogliere innumerevoli dati e risolvere problemi nel giro di pochi decimi di secondo, nonché memorizzare milioni di regole di tutti i giochi esistenti nell'Universo. Il Gran Maestro possiede inoltre capacità di percezione extrasensoriale ed un legame psichico con ogni computer del pianeta che gli fa da base.
Grazie a varie macchinazioni contro la Morte gli altri Antichi dell'Universo sono inoltre completamente immortali.

## Altri media

### Animazione
- Il Gran Maestro fa un breve cameo nel film d'animazione Planet Hulk (2010).

### Marvel Cinematic Universe
Il Gran Maestro appare nel Marvel Cinematic Universe interpretato da Jeff Goldblum.
- Appare la prima volta in un cameo nel film Guardiani della Galassia Vol. 2 (2017). Lo si vede danzare durante i titoli di coda del film.[25][26].
- Il Gran Maestro è uno degli antagonisti del film Thor: Ragnarok (2017).[27][28] Questa versione del personaggio è definita dal suo interprete come: «un edonista, un gaudente, un fruitore della vita e di sapori e odori».[29] Inoltre, per poterlo "fare suo", ha fatto fortemente ricorso all'improvvisazione.[29] Il personaggio è il dispotico governatore del pianeta Sakaar, un alieno folle, eccentrico, ossessivo, subdolo, spietato e sebbene comico e simpatico. Fu il primo a capitare in quel mondo e pur avendo milioni di anni è praticamente immortale dal momento che il tempo scorre diversamente su Sakaar. Dirige un'arena di combattimento per gladiatori nella quale ha come campione Hulk, arrivando a truccare le competizioni per farlo vincere sempre. Thor, Valchiria, Bruce Banner e Loki riescono a scappare da Sakaar rubando due navicelle spaziali del Gran Maestro e scatenando nel mentre una rivoluzione, il quale si trova poi in balia di alcuni ribelli. Nonostante non sia stato confermato apertamente, è il fratello del Collezionista (Taneleer Tivan).
- Nel "Marvel One-Shots" Team Darryl (2018) si scopre che il Gran Maestro si è trasferito sulla Terra, andando ad abitare a Los Angeles insieme a Darryl Jacobson, ex coinquilino di Thor.
- Il Gran Maestro compare anche nella prima serie animata dell'MCU What If...? (2021). In un universo alternativo partecipa al party di Thor sul pianeta Terra, mentre in un altro viene drammaticamente ucciso dall'esercito dell'Infinity Ultron quando distrugge Sakaar.
- Il personaggio sarebbe dovuto ricomparire in Thor: Love and Thunder (2022), ma le sue scene sono state tagliate dal montaggio finale.

### Televisione
- Il Gran Maestro compare in un episodio de I Fantastici 4 - I più grandi eroi del mondo.
- In un episodio di Super Hero Squad Show, il Gran Maestro riveste il ruolo di antagonista principale.
- Il personaggio compare in Ultimate Spider-Man[30], per un ciclo di quattro episodi in cui Spider-Man si trova al centro di un confronto tra lui il Collezionista.
- Il Gran Maestro compare in due episodi della serie animata Guardiani della Galassia.

### Videogiochi
- Il Gran Maestro compare nel videogioco Marvel Super Hero Squad: The Infinity Gauntlet.
- In Marvel Super Heroes 3D: The Grandmaster Challenge, il Gran Maestro è l'avversario principale.
- Il Gran Maestro compare nel videogioco di LEGO Marvel's Avengers.
- La versione classica e Thor: Ragnarok del Gran Maestro sono personaggi giocabili in LEGO Marvel Super Heroes 2.
- Il Gran Maestro appare come boss alla fine di alcuni livelli del videogioco per smartphone Marvel: Sfida dei campioni.